# 佐々木喜美子
佐々木 喜美子（ささき きみこ、1918年（大正7年）8月9日 - 2009年（平成21年）11月8日、旧姓：前田喜美子）は、日本の植物生理学、植物分子生物学者、教育者。北海道大学教授を務めた。

## 来歴・人物
北海道庁立旭川高等女学校（現・北海道旭川西高等学校）を卒業後、北海道帝国大学農学部水産学科の白浜潔教授の副手となる。1943年（昭和18年）に北海道帝国大学農学部水産学科（化学専攻）に入学した山西貞（てい）（お茶の水女子大学名誉教授）の研究への情熱に触発され研究生活への夢がふくらみ、1944年（昭和19年）10月に北海道帝国大学理学部植物学科に入学した。同学科植物第1講座（植物生理学）の坂村徹教授の指導で卒業研究「ハンゼヌラ・アノマーラの硝酸代謝とモリブデンの役割」に取り組む。
1947年（昭和22年）に同学科を卒業して、1952年（昭和27年）まで大学院特別研究生としてそのまま研究室に残り、モリブデンを含む硝酸還元酵素、空中窒素固定酵素の酵素化学的研究、Azotobacterの適応酵素生成とその制御機構の研究をおこなった。講師（1955年（昭和30年）4月）、助教授（1961年（昭和36年）4月）を経て、1973年（昭和48年）10月教授（一般教育生物担当）に昇進する。
この間、1959年（昭和34年）10月26日に論文「On the Biosynthesis and Variability of Enzymes in Azotobacter vinelandii」で理学博士号を取得した。その後、研究の中心をAzotobacterの適応酵素の研究から、接合藻や高等植物のクロマチンにおける転写と転写調節機構に関する研究にシフト。接合藻アオミドロの接合研究の成果を『ネイチャー』に、小麦胚クロマチンの転写活性の制御機構に関する研究成果を米国の『Plant Physiology』誌に発表した。我が国における植物遺伝子研究の草分けとして大きく貢献した。
1982年（昭和57年）4月1日に北海道大学を退官した。